# Центробежный барьер
При взаимодействии ядер и частиц с орбитальным моментом {\displaystyle l\neq 0} возникает центробежный барьер. Высота центробежного барьера:
{\displaystyle B_{}={\frac {\hbar ^{2}l(l+1)}{2\mu R^{2}}}\cong {\frac {\hbar ^{2}l(l+1)}{2mR^{2}}}}, где
{\displaystyle \hbar } − приведённая постоянная Планка, {\displaystyle \mu } − приведённая масса частицы,
{\displaystyle R} − радиус ядра, {\displaystyle m} − обычная масса частицы, {\displaystyle l} − орбитальный момент. Если кинетическая энергия частицы {\displaystyle T} меньше высоты барьера, эффективность взаимодействия резко подавлена из-за малой прозрачности барьера. При данной энергии {\displaystyle T} эффективно принимают участие во взаимодействии частицы с орбитальными моментами {\displaystyle l}, удовлетворяющими условию {\displaystyle l(l+l)<{\frac {2\mu TR^{2}}{\hbar ^{2}}}}.